# Le Val (Doubs)
Pour les articles homonymes, voir Le Val (homonymie).
Le Val est une commune nouvelle, commune française située dans le département du Doubs, la région culturelle et historique de Franche-Comté et la région administrative Bourgogne-Franche-Comté.
Elle regroupe les communes de Pointvillers et de Montfort. Son chef-lieu se situe à Pointvillers.

## Géographie

### Localisation
La commune est à une trentaine de kilomètres au sud-ouest de Besançon.

### Communes limitrophes
| Pessans |          | Goux-sous-Landet       |
| Breres  | Val      | Échay Cussey-sur-Lison |
| Samson  | Ronchaux | Bartherans             |

### Climat
Pour des articles plus généraux, voir Climat de la Bourgogne-Franche-Comté et Climat du Doubs.
En 2010, le climat de la commune est de type climat de montagne, selon une étude du Centre national de la recherche scientifique s'appuyant sur une série de données couvrant la période 1971-2000. En 2020, Météo-France publie une typologie des climats de la France métropolitaine dans laquelle la commune est exposée à un climat semi-continental et est dans la région climatique Jura, caractérisée par une forte pluviométrie en toutes saisons (1 000 à 1 500 mm/an), des hivers rigoureux et un ensoleillement médiocre.
Pour la période 1971-2000, la température annuelle moyenne est de 10,4 °C, avec une amplitude thermique annuelle de 17,3 °C. Le cumul annuel moyen de précipitations est de 1 227 mm, avec 13,2 jours de précipitations en janvier et 9,6 jours en juillet. Pour la période 1991-2020, la température moyenne annuelle observée sur la station météorologique de Météo-France la plus proche, « Arc-et-Senans », sur la commune d'Arc-et-Senans à 10 km à vol d'oiseau, est de 11,7 °C et le cumul annuel moyen de précipitations est de 1 182,8 mm. 
La température maximale relevée sur cette station est de 41,5 °C, atteinte le 13 août 2003 ; la température minimale est de −25 °C, atteinte le 2 janvier 1971,,.
Les paramètres climatiques de la commune ont été estimés pour le milieu du siècle (2041-2070) selon différents scénarios d'émission de gaz à effet de serre à partir des nouvelles projections climatiques de référence DRIAS-2020. Ils sont consultables sur un site dédié publié par Météo-France en novembre 2022.

## Urbanisme

### Typologie
Au 1er janvier 2024, Le Val est catégorisée commune rurale à habitat dispersé, selon la nouvelle grille communale de densité à 7 niveaux définie par l'Insee en 2022.
Elle est située hors unité urbaine. Par ailleurs la commune fait partie de l'aire d'attraction de Besançon, dont elle est une commune de la couronne,. Cette aire, qui regroupe 310 communes, est catégorisée dans les aires de 200 000 à moins de 700 000 habitants,.

## Histoire
Il convient de se reporter aux articles consacrés aux anciennes communes fusionnées.

## Politique et administration

### Conseil municipal
Jusqu'aux prochaines élections municipales de 2020, le conseil municipal de la nouvelle commune est constitué de l'ensemble des conseillers municipaux des anciennes communes.
| Nom                  | Code Insee | Intercommunalité        | Superficie (km2) | Population (dernière pop. légale) | Densité (hab./km2) |
| -------------------- | ---------- | ----------------------- | ---------------- | --------------------------------- | ------------------ |
| Pointvillers (siège) | 25460      | CC du Canton de Quingey | 3,81             | 144 (2014)                        | 38                 |
| Montfort             | 25399      | CC du Canton de Quingey | 2,80             | 95 (2014)                         | 34                 |

### Liste des maires
| Période      | Période                   | Identité                                        | Étiquette | Qualité |
| ------------ | ------------------------- | ----------------------------------------------- | --------- | ------- |
| janvier 2017 | En cours (au 31 mai 2020) | Claude Chatelain Réélu pour le mandat 2020-2026 | DVG       |         |

### Démographie
L'évolution du nombre d'habitants est connue à travers les recensements de la population effectués dans la commune depuis sa création.

En 2022, la commune comptait 245 habitants, en évolution de +1,66 % par rapport à 2016 (Doubs : +1,88 %, France hors Mayotte : +2,11 %).
| 2015 | 2020 | 2022 |
| ---- | ---- | ---- |
| 239  | 242  | 245  |

## Économie
Il convient de se reporter aux articles consacrés aux anciennes communes fusionnées.

## Culture locale et patrimoine

### Lieux et monuments
- Église Saint-Martin construite au milieu du XIXe siècle. Située dans le diocèse de Besançon, elle est desservie par l'Unité Pastorale Calixte II de Quingey. Le curé est le père Pierre Bergé.
- Lavoir et abreuvoir (fontaine) de Pointvillers construit en 1853 et couvert en 1905. Il est fait de briques rouges.
- Lavoir de Monfort construit en 1866, couvert en 1890.
- Monument aux morts construit en 1924.

### Galerie

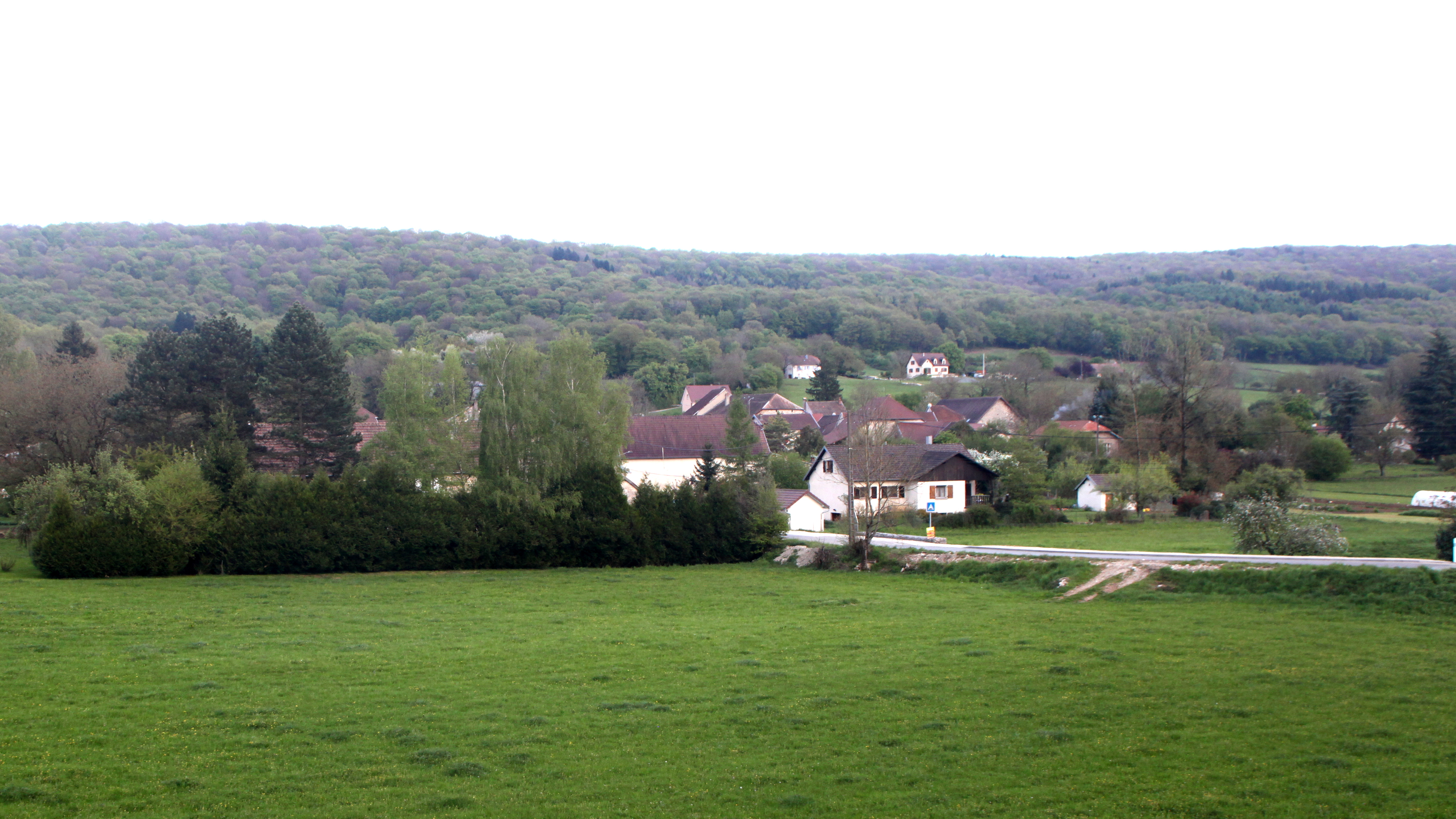
Pointvillers.
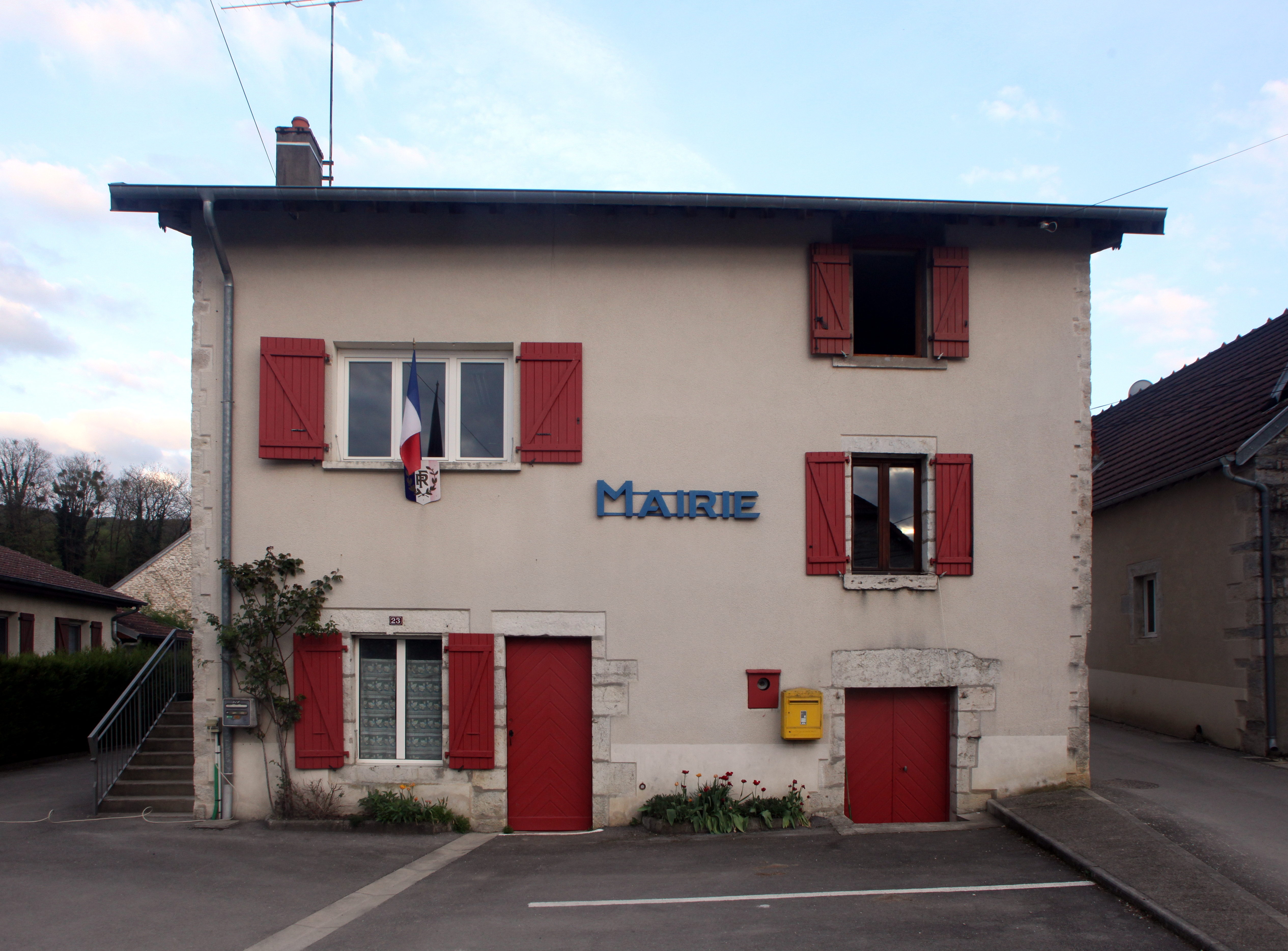
Mairie de Pointvillers.
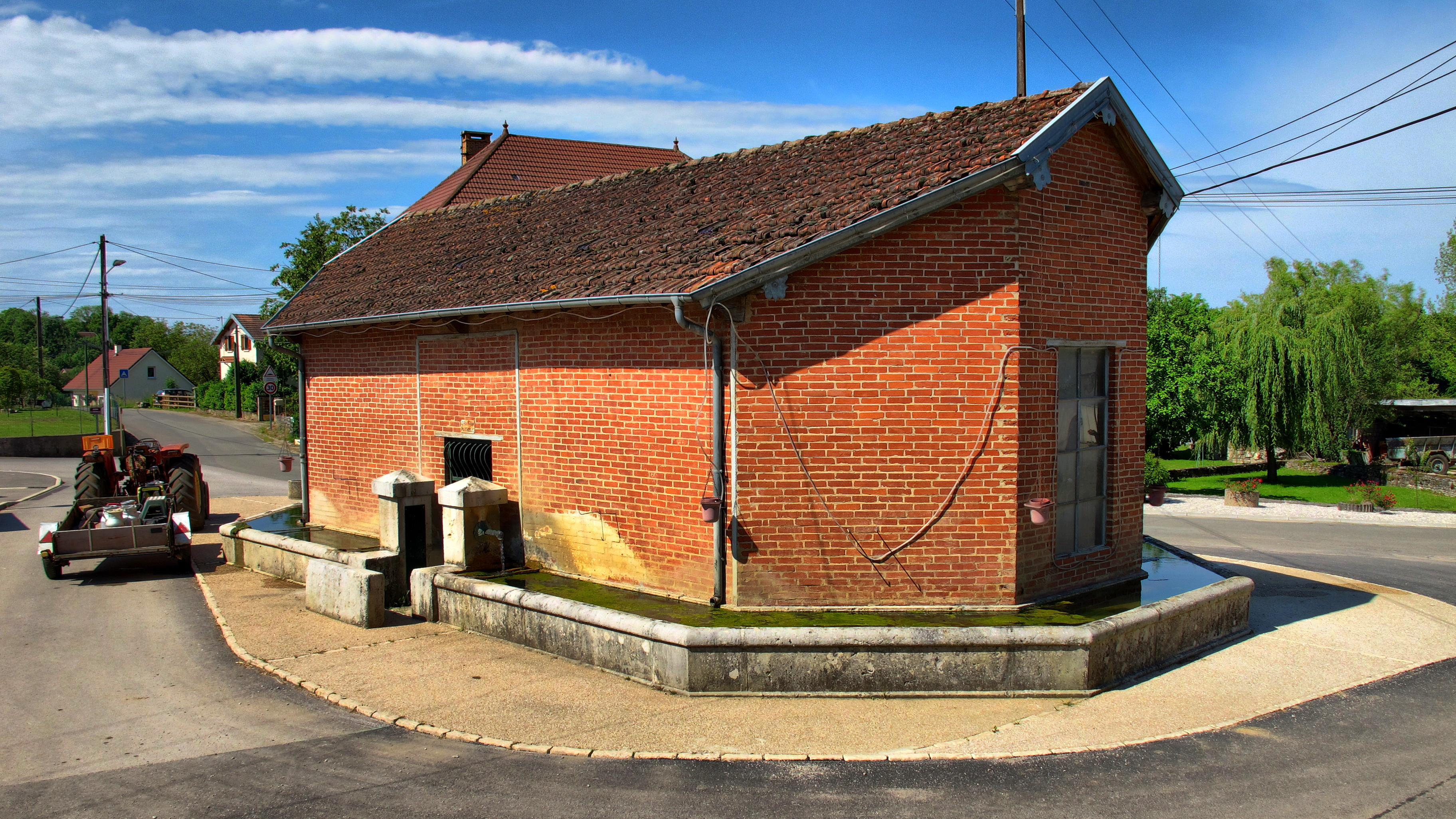
Lavoir-abreuvoir de Pointvillers.

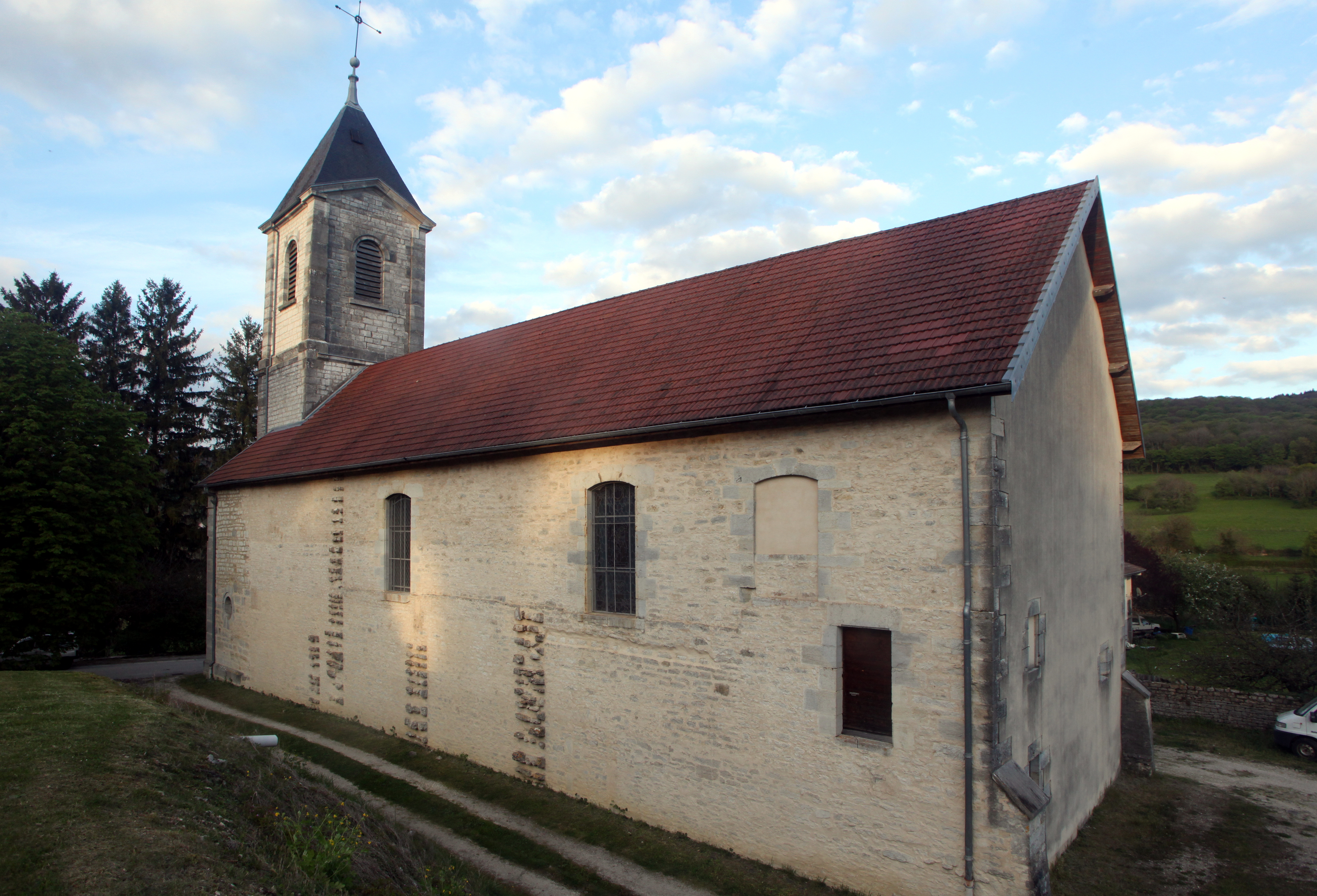
Église de Montfort.
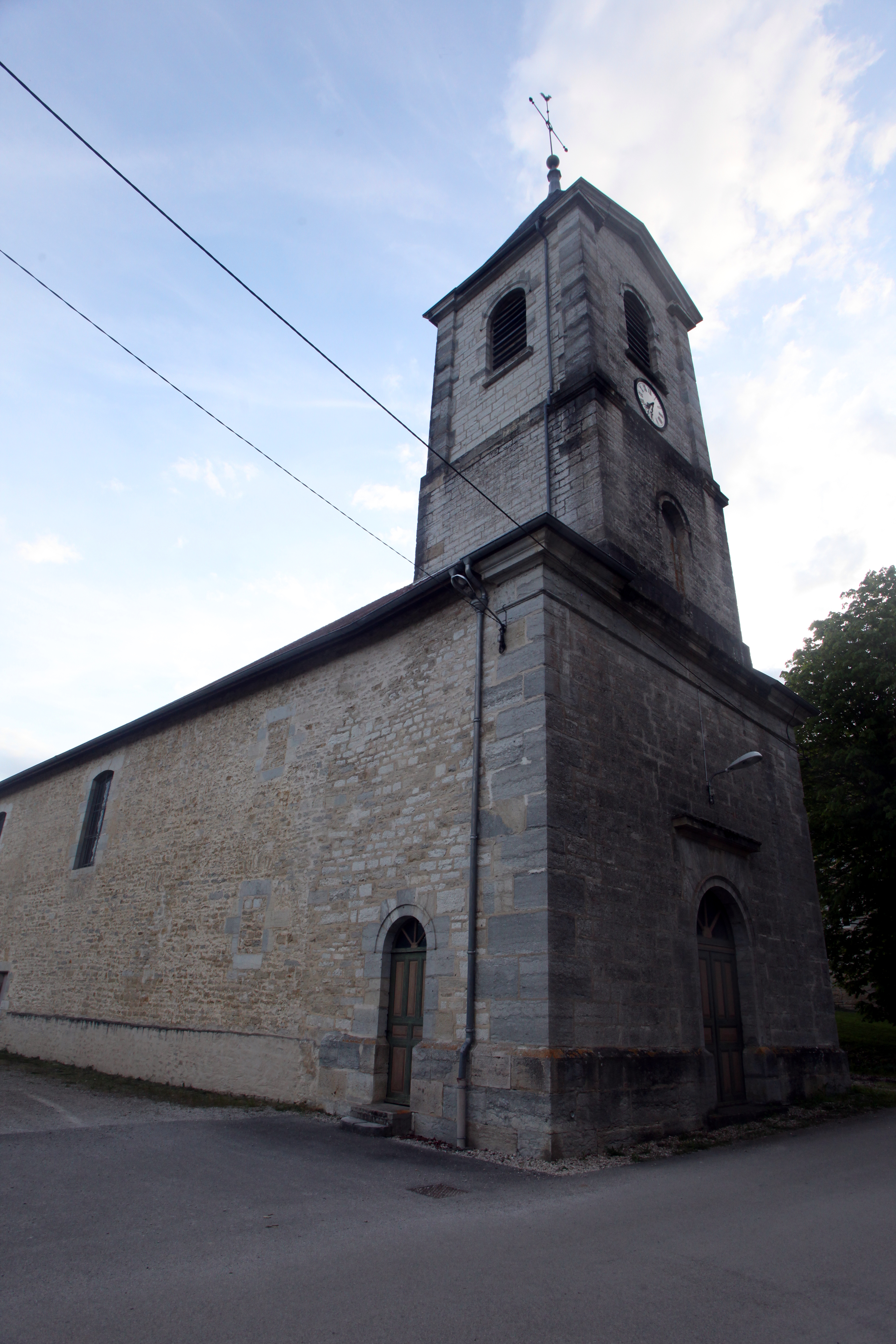
Église de Montfort.
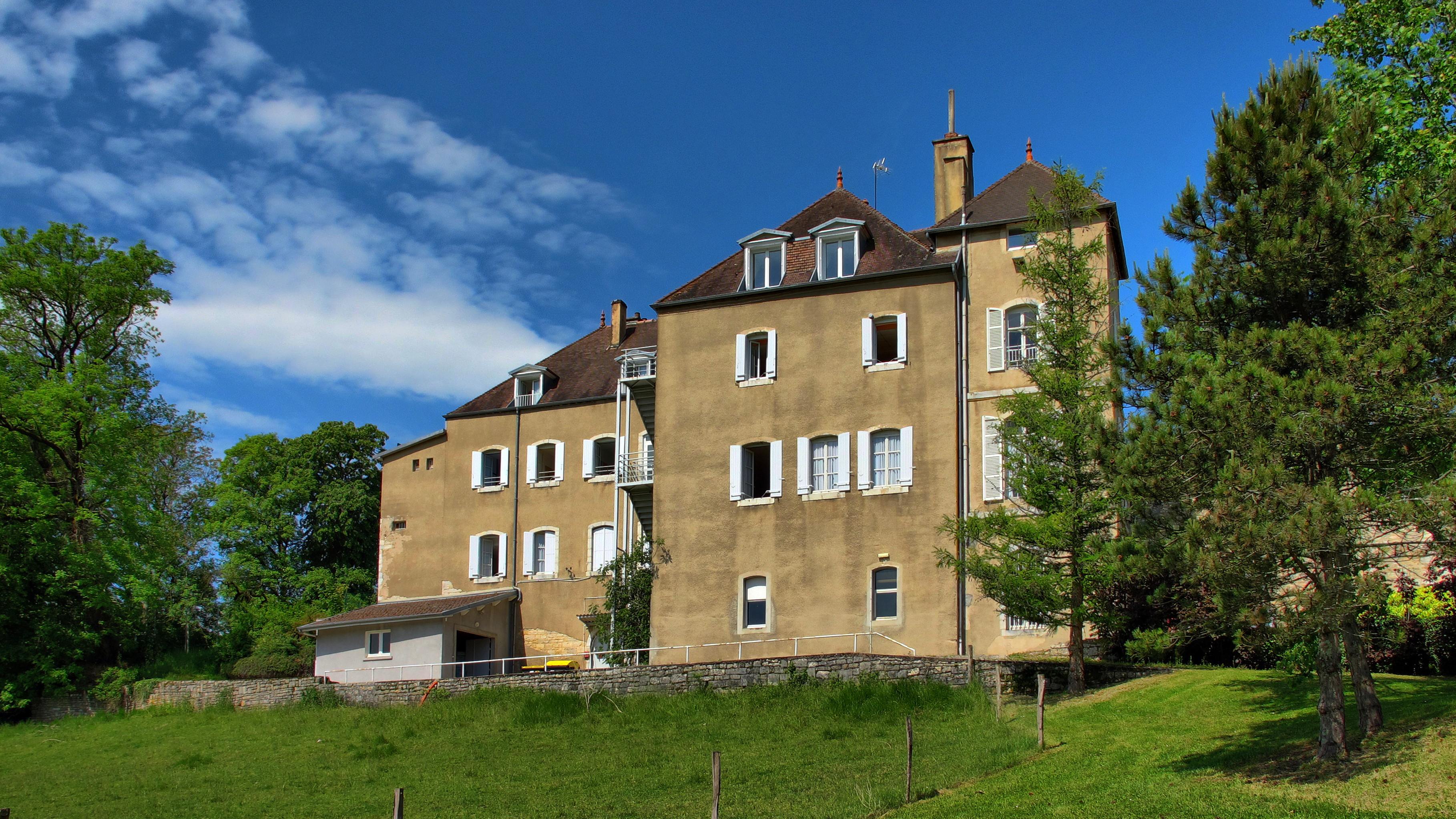
Château de Montfort.